# .sz
.sz је највиши Интернет домен државних кодова (ccTLD) за Свазиленд.